# Lijst van oudste mannen van België
Dit is een lijst van oudste mannen die ooit in België gewoond hebben.
Naar opvolging, vanaf geboortejaar 1870:
| Naam                                      | Leeftijd              | Geboortedatum     | Overlijdensdatum (indien overleden) |
| ----------------------------------------- | --------------------- | ----------------- | ----------------------------------- |
| Julien Sterckx                            | 106 jaar, 233 dagen   | 19 september 1870 | 30 april 1977                       |
| Edmond Van Cauteren                       | 106 jaar, 343 dagen   | 1 februari 1871   | 10 januari 1978                     |
| Pieter Hinnisdaels                        | 107 jaar, 31 dagen    | 24 juni 1873      | 25 juli 1980                        |
| Clement De Vos                            | 108 jaar, 340 dagen   | 18 februari 1874  | 24 januari 1983                     |
| Polydoor Vandersypt                       | 106 jaar, 78 dagen    | 7 september 1878  | 24 november 1984                    |
| Eugène Naniot                             | 107 jaar, 84 dagen    | 17 september 1878 | 10 december 1985                    |
| Cesar Dassonville                         | 105 jaar, 335 dagen   | 15 december 1880  | 15 november 1986                    |
| Liévin Pelfrène                           | 105 jaar, 207 dagen   | 5 oktober 1881    | 30 april 1987                       |
| François Rygaert                          | 105 jaar, 4 dagen     | 10 januari 1884   | 14 januari 1989                     |
| Albert de Selliers de Moranville          | 105 jaar, 276 dagen   | 7 oktober 1884    | 8 januari 1990                      |
| Dictus Bomans                             | 107 jaar, 78 dagen    | 10 maart 1885     | 27 mei 1992                         |
| Jules-Leo Neijrinck                       | 108 jaar, 36 dagen    | 25 februari 1886  | 2 april 1994                        |
| Emiel Vanderhaegen                        | 106 jaar, 97 dagen    | 11 april 1888     | 17 juli 1994                        |
| Petrus (Frans) Van de Voorde              | 105 jaar, 186 dagen   | 21 april 1889     | 24 oktober 1994                     |
| Jozef De Koker                            | 107 jaar, 228 dagen   | 15 november 1890  | 1 juli 1998                         |
| Paul Henrard                              | 106 jaar, 43 dagen    | 29 januari 1893   | 13 maart 1999                       |
| Louis Marion                              | 110 jaar, 79 dagen    | 10 oktober 1893   | 28 december 2003                    |
| Georges Nevejans                          | 106 jaar, 245 dagen   | 13 april 1899     | 14 december 2005                    |
| Marcel Duguet                             | 106 jaar, 284 dagen   | 22 juli 1899      | 2 mei 2006                          |
| Jos De Kort                               | 106 jaar, 127 dagen   | 8 oktober 1900    | 12 februari 2007                    |
| Joannes Aloïsius Goossenaerts             | 111 jaar, 143 dagen   | 30 oktober 1900   | 21 maart 2012                       |
| Oscar Joseph Coulembier                   | 108 jaar, 354 dagen   | 31 december 1905  | 20 december 2014                    |
| Aimé Camille Louis Wille                  | 106 jaar, 67 dagen    | 1 maart 1909      | 7 mei 2015                          |
| Jacques Clemens                           | 108 jaar, 239 dagen   | 11 juli 1909      | 7 maart 2018                        |
| Gustaaf Leclercq                          | 106 jaar, 277 dagen   | 2 juli 1911       | 5 april 2018                        |
| Maurits Stael                             | 108 jaar, 121 dagen   | 25 september 1911 | 24 januari 2020                     |
| Sylvain Vallée                            | 109 jaar, 69 dagen    | 17 mei 1912       | 25 juli 2021                        |
| Jozef Smets                               | 107 jaar, 147 dagen   | 15 april 1914     | 9 september 2021                    |
| Jaak Broekx                               | 109 jaar, 86 dagen    | 6 augustus 1914   | 31 oktober 2023                     |
| Albertus Ludovicus (Albert) Van Raemdonck | 107 jaar, 275 dagen   | 6 juli 1916       | 21 april 2024                       |
| Louis Bellens                             | 107 jaar en 192 dagen | 18 november 1916  | 28 mei 2024                         |
| Alfons Leempoels                          | 107 jaar en 328 dagen | 1 januari 1917    | 22 november 2024                    |
| Jos Kets                                  | 107 jaar en 298 dagen | 22 april 1917     | 14 februari 2025                    |
| Alfons Declerck                           | 107 jaar en 299 dagen | 27 mei 1917       |                                     |